# Elecciones generales de Liberia de 1963
Las elecciones generales de Liberia de 1963 se realizaron el 7 de mayo del mencionado año. El presidente desde 1944, William Tubman, del Partido Whig Auténtico (TWP), fue el único candidato y fue reelegido sin oposición, suceso que se repetiría hasta las elecciones de 1985, en las que habría por fin más de un candidato a la presidencia. El TWP obtuvo los 52 escaños de la Cámara de Representantes. Las elecciones se realizaron durante el período de dominación política del Partido Whig Auténtico, en el que la minoría américo-liberiana ostentaba el poder político, económico, y social. De este modo, las elecciones durante este período fueron denunciadas en gran medida como fraudulentas.